# Mehmet Bahçesaray
Mehmet Bahçesaray de malnom Thanai (+ després de l'1 d'agost de 1651), fou un historiador tàtar de Crimea, que va escriure la història del kan Islâm III Giray (1644-1654) de la seva entronització entre el 6 i 10 de juliol de 1644 i el 1651, de la qual només es conserva un exemplar a la Biblioteca Britànica.